# Pływanie na Letnich Igrzyskach Olimpijskich 2004 – 400 m stylem zmiennym kobiet
400 m stylem zmiennym kobiet – jedna z konkurencji pływackich, które odbyły się podczas XXVIII Igrzysk Olimpijskich. Eliminacje i finał miały miejsce 14 sierpnia. 
Złoty medal z czasem 4:34,83 zdobyła Ukrainka Jana Kłoczkowa, która wygrała tę konkurencję także w 2000 roku. Srebro, ze stratą 0,12 s do Kłoczkowej, wywalczyła Kaitlin Sandeno ze Stanów Zjednoczonych, ustanawiając nowy rekord obu Ameryk (4:34,95). Trzecie miejsce zajęła reprezentantka Argentyny Georgina Bardach, która pobiła rekord Ameryki Południowej, uzyskując czas 4:37,51.

## Terminarz
Wszystkie godziny podane są w czasie greckim (UTC+03:00) oraz polskim (CEST).
| Data             | Godzina rozpoczęcia | Godzina rozpoczęcia |            |
| Data             | UTC+03:00           | CEST                |            |
| ---------------- | ------------------- | ------------------- | ---------- |
| 14 sierpnia 2004 | 11:28               | 10:28               | Eliminacje |
| 14 sierpnia 2004 | 20:13               | 19:13               | Finał      |

## Rekordy
Przed zawodami rekord świata i rekord olimpijski wyglądały następująco:
| Rekord            | Zawodniczka    | Czas    | Miejsce | Data             |
| ----------------- | -------------- | ------- | ------- | ---------------- |
| Rekord świata     | Jana Kłoczkowa | 4:33,59 | Sydney  | 16 września 2000 |
| Rekord olimpijski | Jana Kłoczkowa | 4:33,59 | Sydney  | 16 września 2000 |

## Wyniki

### Eliminacje
| Miejsce | Wyścig | Tor | Zawodniczka                | Państwo           | Czas      | Uwagi |
| ------- | ------ | --- | -------------------------- | ----------------- | --------- | ----- |
| 1.      | 4      | 4   | Jana Kłoczkowa             | Ukraina           | 4:38,36   | Q     |
| 2.      | 4      | 5   | Kaitlin Sandeno            | Stany Zjednoczone | 4:40,21   | Q     |
| 3.      | 2      | 5   | Georgina Bardach           | Argentyna         | 4:41,20   | Q     |
| 3.      | 3      | 4   | Éva Risztov                | Węgry             | 4:41,20   | Q     |
| 5.      | 2      | 6   | Nicole Hetzer              | Niemcy            | 4:41,74   | Q     |
| 6.      | 4      | 6   | Joanna Melo                | Brazylia          | 4:42,01   | Q     |
| 7.      | 4      | 1   | Vasiliki Angelopoulou      | Grecja            | 4:44,90   | Q,    |
| 8.      | 2      | 1   | Nam Yoo-sun                | Korea Południowa  | 4:45,16   | Q     |
| 9.      | 2      | 2   | Helen Norfolk              | Nowa Zelandia     | 4:45,21   |       |
| 10.     | 4      | 2   | Misa Amano                 | Japonia           | 4:45,61   |       |
| 11.     | 3      | 6   | Elizabeth Warden           | Kanada            | 4:46,27   |       |
| 12.     | 2      | 3   | Lara Carroll               | Australia         | 4:46,32   |       |
| 13.     | 3      | 3   | Anja Klinar                | Słowenia          | 4:46,66   |       |
| 14.     | 4      | 3   | Beatrice Câșlaru           | Rumunia           | 4:46,94   |       |
| 15.     | 4      | 7   | Zsuzsanna Jakabos          | Węgry             | 4:47,21   |       |
| 16.     | 3      | 1   | Alessia Filippi            | Włochy            | 4:47,26   |       |
| 17.     | 2      | 4   | Katie Hoff                 | Stany Zjednoczone | 4:47,49   |       |
| 18.     | 3      | 7   | Teresa Rohmann             | Niemcy            | 4:48,51   |       |
| 19.     | 3      | 5   | Jennifer Reilly            | Australia         | 4:49,04   |       |
| 20.     | 4      | 8   | Lin Man-hsu                | Chińskie Tajpej   | 4:52,22   |       |
| 21.     | 2      | 7   | Jana Martynowa             | Rosja             | 4:52,96   |       |
| 22.     | 1      | 4   | Nimitta Thaveesupsoonthorn | Tajlandia         | 5:00,06   |       |
| 23.     | 1      | 5   | Ana Dangalakova            | Bułgaria          | 5:01,00   |       |
| 24.     | 1      | 3   | Sabria Dahane              | Algieria          | 5:10,20   |       |
| 25. !   | 3      | 2   | Zhang Tianyi               | Chiny             | 9:99,99 ! | DSQ   |

### Finał
| Miejsce | Tor | Zawodniczka           | Państwo           | Czas    | Uwagi |
| ------- | --- | --------------------- | ----------------- | ------- | ----- |
| 1. !    | 4   | Jana Kłoczkowa        | Ukraina           | 4:34,83 |       |
| 2. !    | 5   | Kaitlin Sandeno       | Stany Zjednoczone | 4:34,95 | AM    |
| 3. !    | 3   | Georgina Bardach      | Argentyna         | 4:37,51 | SA    |
| 4.      | 6   | Éva Risztov           | Węgry             | 4:39,29 |       |
| 5.      | 7   | Joanna Melo           | Brazylia          | 4:40,00 | NR    |
| 6.      | 2   | Nicole Hetzer         | Niemcy            | 4:40,20 |       |
| 7.      | 8   | Nam Yoo-sun           | Korea Południowa  | 4:50,35 |       |
| 8.      | 1   | Vasiliki Angelopoulou | Grecja            | 4:50,85 |       |